# Dicranomyia whartoni
Dicranomyia whartoni là một loài ruồi trong họ Limoniidae. Chúng phân bố ở miền Tân bắc.